# أرماندو غونزاليس
أرماندو غونزاليس (بالإسبانية: Armando González)‏ هو لاعب كرة قدم. يلعب مع منتخب باراغواي لكرة القدم. سبق له أن لعب في كأس العالم لكرة القدم مع منتخب بلاده.

## روابط خارجية
- أرماندو غونزاليس على موقع الاتحاد الدولي (مؤرشف)  (الإنجليزية)
- أرماندو غونزاليس على موقع قاعدة بيانات كرة القدم.إي يو (الإنجليزية)
- أرماندو غونزاليس على موقع Soccerway.com (الإنجليزية)
- أرماندو غونزاليس على موقع عالم كرة القدم.نت (الإنجليزية)